# 볼쇼이튜테르스섬

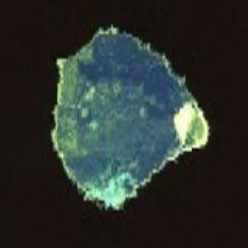

볼쇼이튜테르스섬(러시아어: Большой Тютерс, 핀란드어: Tytärsaari, 루딕어: Tyterskär)는 핀란드만에 위치한 러시아령 섬이다. 면적은 8km2이다.